# Гевгели (община)
Гевгели (на македонска литературна норма: Општина Гевгелија) е община, разположена в югоизточната част на Северна Македония, в Долното Повардарие до границата с Гърция. Общината обхваща македонската част на Гевгелийското поле между планините Кожух, Паяк и ниските ридове Поския и Карадале. Административен център на общината е град Гевгели, като освен него в общината влизат и 16 села. Община Гевгели има площ от 317 km2 с 47,55 жители на квадратен километър гъстота на населението. На територията на община Гевгели е най-натовареният граничен контролно-пропускателен пункт на Северна Македония Богородица - Евзони (Мачуково).

## Структура на населението
Според преброяването от 2002 година община Гевгели има 22 988 жители.
| Етническа принадлежност | Процент |
| македонци               | 96,82%  |
| албанци                 | 0,03%   |
| турци                   | 0,14%   |
| роми                    | 0,06%   |
| власи                   | 0,93%   |
| сърби                   | 1,60%   |
| бошняци                 | 0,02%   |
| други                   | 0,40%   |